# Seal Cove, White Bay (Terra Nova e Labrador)
Seal Cove é uma pequena cidade localizada na província canadense de Terra Nova e Labrador, mais precisamente em White Bay. De acordo com o censo canadense de 2016, a cidade tinha uma população de 303 habitantes.